# À côté de ses pompes
Pour plus de détails, voir Fiche technique et Distribution.
À côté de ses pompes est un téléfilm français réalisé par Nathalie Lecoultre d'après un scénario de Gianluca Ansanelli et Tito Buffulini, et diffusé pour la première fois le 13 décembre 2023 sur France 2.
Cette comédie policière est une coproduction signée A Prime et Hervé Hubert Productions pour France 2,,.

## Fiche technique
Sauf indication contraire, les informations mentionnées dans cette section peuvent être confirmées par les bases de données cinématographiques IMDb et Allociné,  présentes dans la section « Liens externes ».
- Titre français : À côté de ses pompes
- Réalisation : Nathalie Lecoultre[1],[4],[3]
- Scénario : Gianluca Ansanelli et Tito Buffulini[1],[4],[3]
- Sociétés de production : A Prime et Hervé Hubert Productions[1],[3]
- Pays de production :  France
- Langue originale : français
- Format : couleur
- Genre : Comédie policière[4]
- Durée : 90 minutes
- Dates de première diffusion : 13 décembre 2023 sur France 2[3],[5]

## Distribution
- Jarry : Jeff Lesquint
- Francis Perrin : Octave Lesquint, le père de Jeff
- Marie-Christine Adam : Madeleine Lesquint, la mère de Jeff
- Théo Fernandez : Gaspard, l'expert comptable
- Éric Naggar : Franck Basile, le thanatopracteur
- Kathy Packianathan : Myriam Coquet, la directrice du marketing
- Catherine Benguigui : Simone
- Kevin Levy : capitaine Vincent Schiller
- Liina Brunelle : Ilona Gulzar

## Production

### Genèse et développement
Le scénario est de la main de Gianluca Ansanelli et Tito Buffulini, et la réalisation est assurée par Nathalie Lecoultre,,,.

### Tournage
Le tournage se déroule du 14 juin au 12 juillet 2023 à Lille et dans ses environs, entre autres dans l'entreprise de pompes-funèbres de Lambersart,,,.

## Accueil

### Diffusions et audience
En France, le téléfilm, diffusé le 13 décembre 2023 sur France 2, est regardé par 3 470 000 téléspectateurs et se classe premier en termes d'audience.